# Poloma castanea
Poloma castanea är en fjärilsart som beskrevs av Aurivillius 1901. Poloma castanea ingår i släktet Poloma och familjen Eupterotidae. Inga underarter finns listade i Catalogue of Life.